# شهرستان پاکدشت
شهرستان پاکدشت یکی از شهرستان‌های استان تهران است که در بخش جنوب شرقی استان تهران واقع شده‌است. پاکدشت به دلیل سطح بالای زیر کشت سبزیجات و گل و گیاهان زینتی (که به تمام نقاط ایران و حتی خارج از کشور صادر می‌شود) به «پایتخت گل و گیاه» معروف شده‌است. همچنین سایت و مناطق نظامی پارچین در این شهرستان واقع شده‌اند.

## پیشینه شهرستان
پاکدشت را که هم‌اکنون می‌بینیم، در اصل شامل شماری روستا و شهر است که در دوران باستان روستاهایی در دشت ری بوده‌اند. تاریخی کهن در دل خود دارد که بیانگر گذار اقوام مختلف و مهاجرت آنان از سرزمین‌های دور به این دیار و یادآور جنگ و ستیز مکرر گروه‌های اجتماعی از اقوام گوناگون و شخصیت‌های شهیر تاریخ می‌باشد.
پیشینه آبادانی این دشت که در حاشیه‌های جنوبی و جنوب شرقی تهران واقع است را باید در آغازین روزهایی که تاریخ شاهد عظمت و شکوه شهر باستانی ری بوده‌است جستجو کرد.
دیاکونوف در تاریخ ماد با تأکید بر قدمت این شهر و آبادی‌های اطراف آن که زادگاه زرتشت و سرزمین مغان است می‌نویسد: «روایات متاخر قرون وسطی به تقریب متفقند که زرتشت از مردم ماد بوده‌است و زادگاه پیامبر را گاهی ری (در ماد شرقی) ذکر می‌کرده‌اند»
نتایج بدست آمده از کشفیاتی که در سال‌های اخیر انجام گرفته نشان می‌دهد که در آستانه تاریخ مدون کشور ما یکی از مراکز عمده تمدن بوده‌است. اتلال پیش از تاریخ در بخشی از این منطقه مورد بررسی قرار گرفته‌اند که آثار بدست آمده از آن‌ها قابل مقایسه با تمدن ری می‌باشد. بررسی‌های مذکور تمدن تپه‌های فیلستان و ارمبویه که در نزدیکی منطقه پاکدشت واقع هستند را به هزاره پنجم ق. میلادی می‌رسانند مطالعات ابتدائی نیز نشان می‌دهد در هزاره اول قبل از میلاد حدود سال‌های ۱۲۵۰ و ۱۳۰۰ قبل از میلاد تمدن معروف به سفال در این منطقه از رشد و شکوفائی قابل توجهی برخوردار بوده‌است. در بقایای ویرانه‌ها تکه‌های سفال به رنگ‌های فیروزه‌ای، آبی، طلائی و بسیاری رنگ‌های دیگر با زبان بی زبانی تاریخ را بازگو می‌کنند و این یادبود گذشته‌ای است که هنر، تمدن و ذوق نسل‌های پیشین را در خود دارد. به خوبی روشن است که بررسی اتلال باستانی این منطقه چنانچه به‌طور کامل انجام گیرد تمدن این منطقه را به پیش از دوران نوسنگی می‌رساند.
طبق اظهارات پژوهشگران اسامی بسیاری از روستاهای پاکدشت نام‌هایی باستانی‌اند. از این‌رو کاوش در تپه‌ها و مناطق مختلف احتمالاً به اکتشافاتی در این زمینه منجر می‌گردد. از جمله این اسامی را می‌توان به نام روستای مامازند، یبر، ارمبویه و … اشاره کرد که محققین این اسامی را به دوران مهرپرستی ایرانیان نسبت می‌دهند.
شهرستان پاکدشت پیشتر در محدودۀ شهرستان ورامین تعریف می شد و در سال ۱۳۷۶ از آن منتزع شد.

## تقسیمات کشوری
بخش‌ها
- بخش مرکزی
- بخش شریف‌آباد

شهرها
- پاکدشت
- شریف‌آباد
- فرون آباد

دهستان‌ها
- دهستان فیلستان
- دهستان شریف‌آباد
- دهستان کریم آباد
- دهستان فرون آباد
- دهستان حصار امیر

## مکان‌های گردشگری
- یخچال یبرداغلان
- پل کبود گنبد
- کاخ ناصری در جمال آباد
- تل‌های باستانی قرمزتبه و فرخ آباد
- کاروانسرای خاتون آباد
- ‍ رو گذر جیتو امامزاده خلیف آباد امازاده طالب امامزاده سبزه قبا روستای آفرین
- امامزاده شیخ کلینی روستای کلین
- منطقه گردشگری سرخ حصار وچاله اردکی
- امامزاده ارمبویه
- تپه باستانی روستای ارمبویه
- تل باستانی فیلستان
- پل باستانی قشلاق جیتو[۴]
- منطقه گردشگری خجیر با قصر قجری ان
- بقایای چهار باغ علی آباد متعلق به دوره اشکانی
- عمارت ویکتوریا در جاده شریف‌آباد

## کشاورزی
کشاورزی در این شهرستان از رونق خوبی برخوردار می‌باشد. همچنین برای آبیاری زمین‌ها از رودخانه جاجرود و چاه استفاده می‌شود.
رودخانه جاجرود در قسمت خاوری این شهرستان به محض ورود به جلگه به چندین شعبه فرعی تقسیم شده و زمین‌های مزروعی را در فصل‌های بهار و تابستان آبیاری می‌کند.